# 敏貢大佛塔

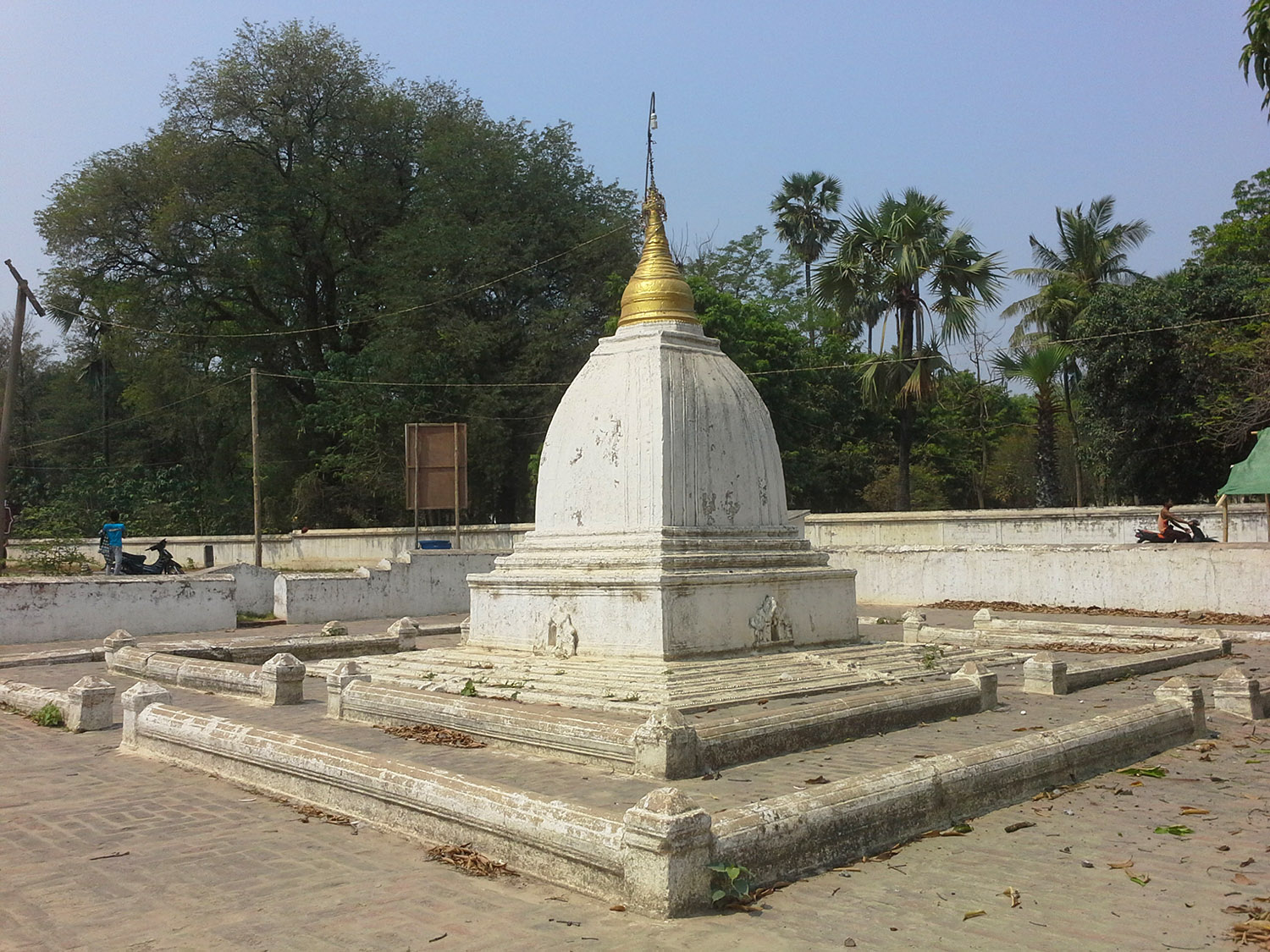
敏貢佛塔附近有一座高15英呎的敏貢大佛塔模擬竣工模型

敏貢大佛塔（IPA：[mɪ́ɴɡʊ́ɴ patʰóu dɔ̀ dʑí]）興建於1790年，是世界最大的磚體佛塔建築遺跡，該佛塔還有一口世界第二大的銅鐘，由貢榜王朝第六任國王波道帕耶監督興建，塔中現仍供有十八世紀中國清朝廷賜與貢榜王朝的佛牙舍利一枚。敏貢佛塔位於緬甸曼德勒實皆省西邊約10公里的敏貢古城區，古城區內有大量的佛教遺址，佛塔坐落於於伊洛瓦底江的上游江畔。

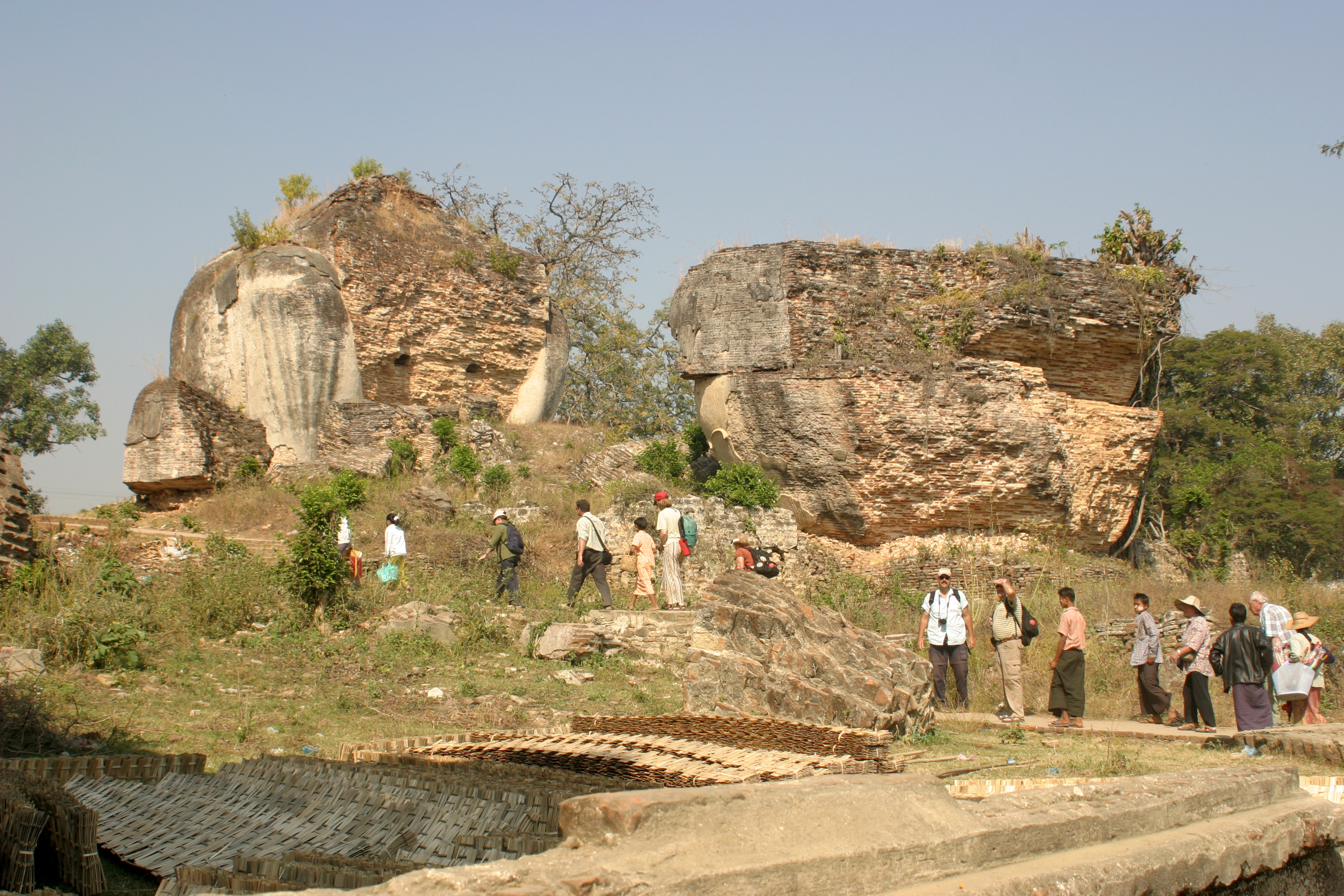
敏貢佛塔前的巨型石獅遺跡

## 建築歷史
緬甸貢榜王朝第六任國王波道帕耶（1745年－1819年），《清史稿》稱之為“孟雲”，貢榜王朝開國國君雍笈牙之子，他從1782年接任緬甸國王至1819年逝世，共在位37年，是緬甸國力最強盛的時期。當時，泰國曼谷的佛統大塔是世界最高的佛塔，高約130米。波道帕耶不甘示弱，為了展示國力，他雄心勃勃地發下宏願，下令在伊洛瓦底江江畔籌建一座高160米的巨型佛塔。並在卸下王位後，搬到敏貢親自監工。
佛塔於1790年開始動工，敏貢塔建地遍佈磚窯工廠，動用了成千上萬的戰俘、奴隸和大量工匠參與興建。此舉除了造成緬甸王國龐大的財政負擔外，也使人民和工人怨聲載道，認為這是一件亡國的瘋狂之舉。民間於是傳出：「塔一旦建好，國家也要亡國了！」及「塔一旦建成，就是國王的死期！」等不祥預言。
從1790年到1819年波道帕耶王駕崩為止，建塔工程只完成了三分之一，便宣告停工。儘管如此，高50米、寬72米的磚造塔基與塔前的巨型護塔石獅及佛塔附近的巨型銅鐘仍然相當壯觀。可惜，往後數十年間，遺塔接連遭到地震的侵襲，塔身逐漸受損，尤以1839年阿瓦地震損傷最為嚴重，使佛塔從此荒廢。

## 敏貢大鐘
除了敏貢大佛塔外，波道帕耶王還在1808年4月28日成功鑄造了一口高3.7米、直徑約5米，重達90.55公噸重的巨鐘，在世界三大銅鐘排名第二。這口巨鐘原先是計劃安放在敏貢佛塔內，因佛塔未能完工，後來便安置在佛塔東北方步行約10分鐘的地方。

## 供奉佛像
- 釋迦牟尼佛立姿佛像

## 周邊景色
從曼德勒瑪雅昌碼頭搭敏貢渡輪走伊洛瓦底江水路，約1個小時可抵達敏貢鎮，在敏貢大佛塔岸邊下船，步行可到佛塔。

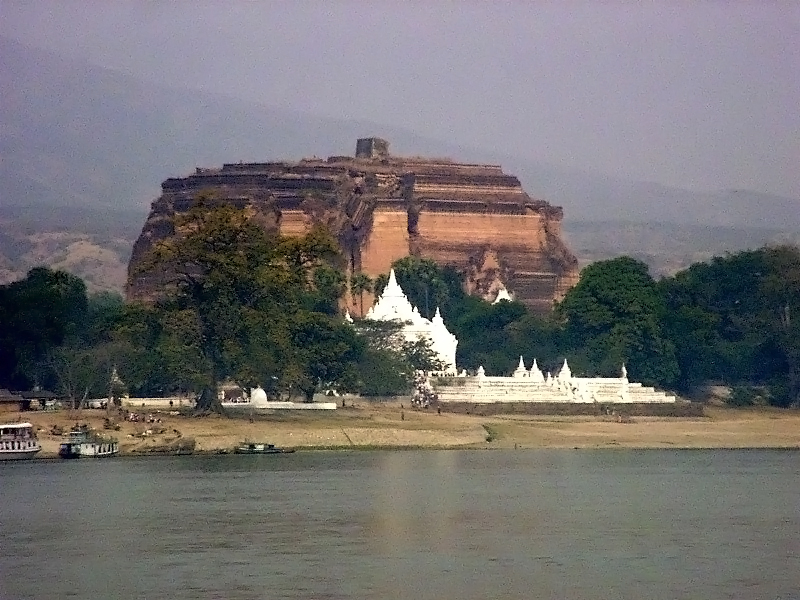
從伊洛瓦底江上遙望敏貢大佛塔。
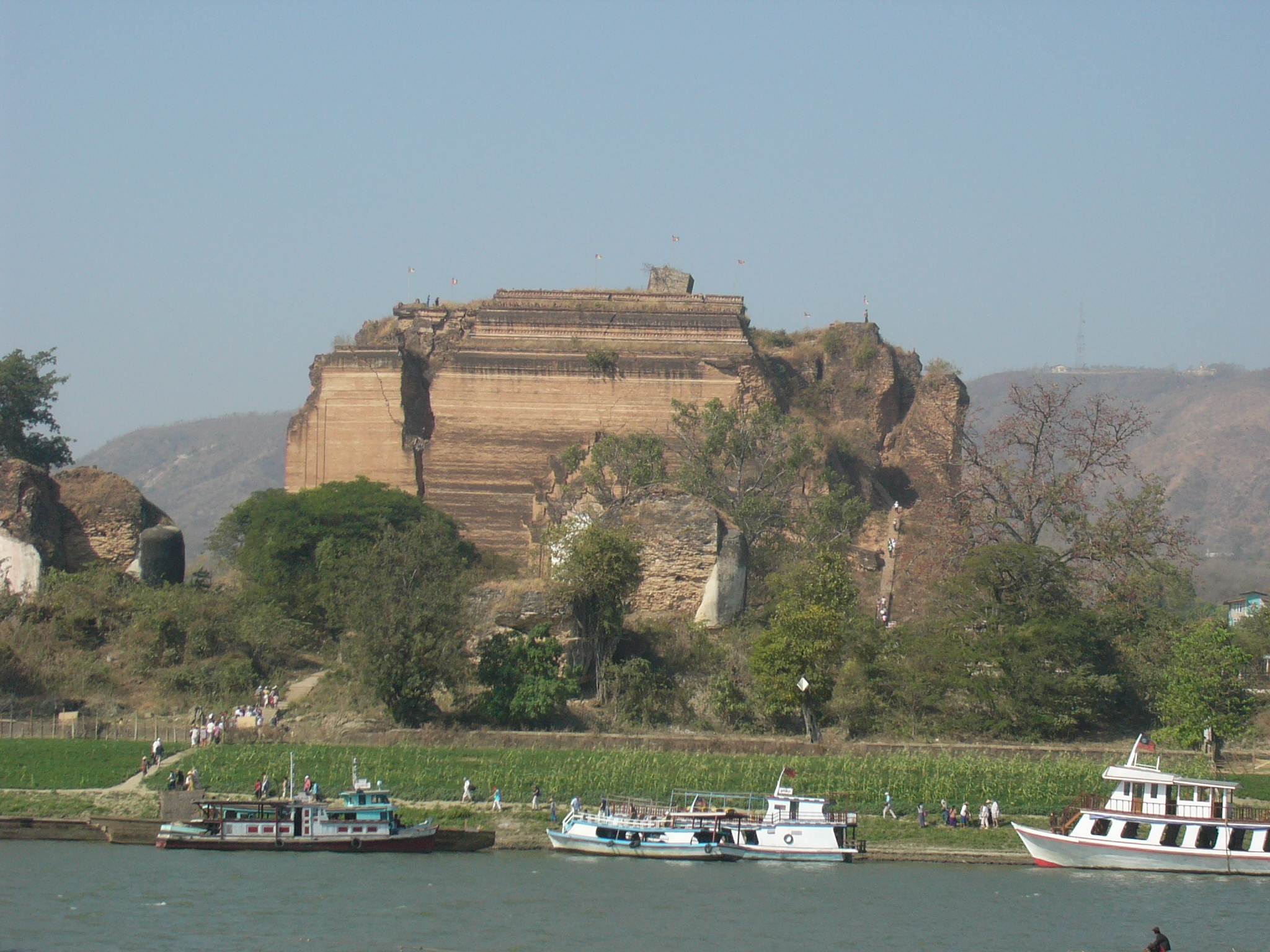
敏貢大佛塔前的江岸停泊許多搭載遊客的船隻。
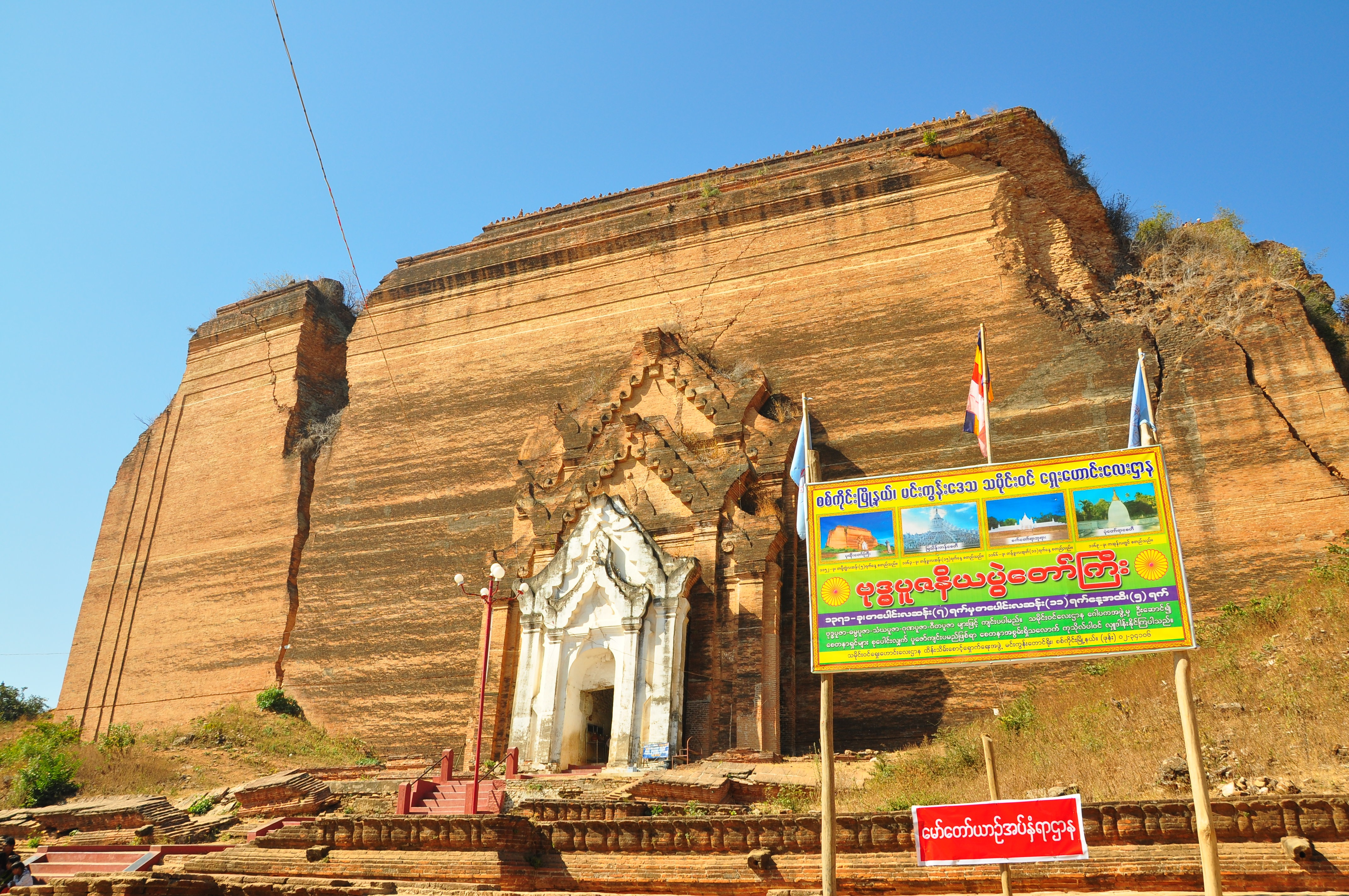
敏貢大佛塔正門。
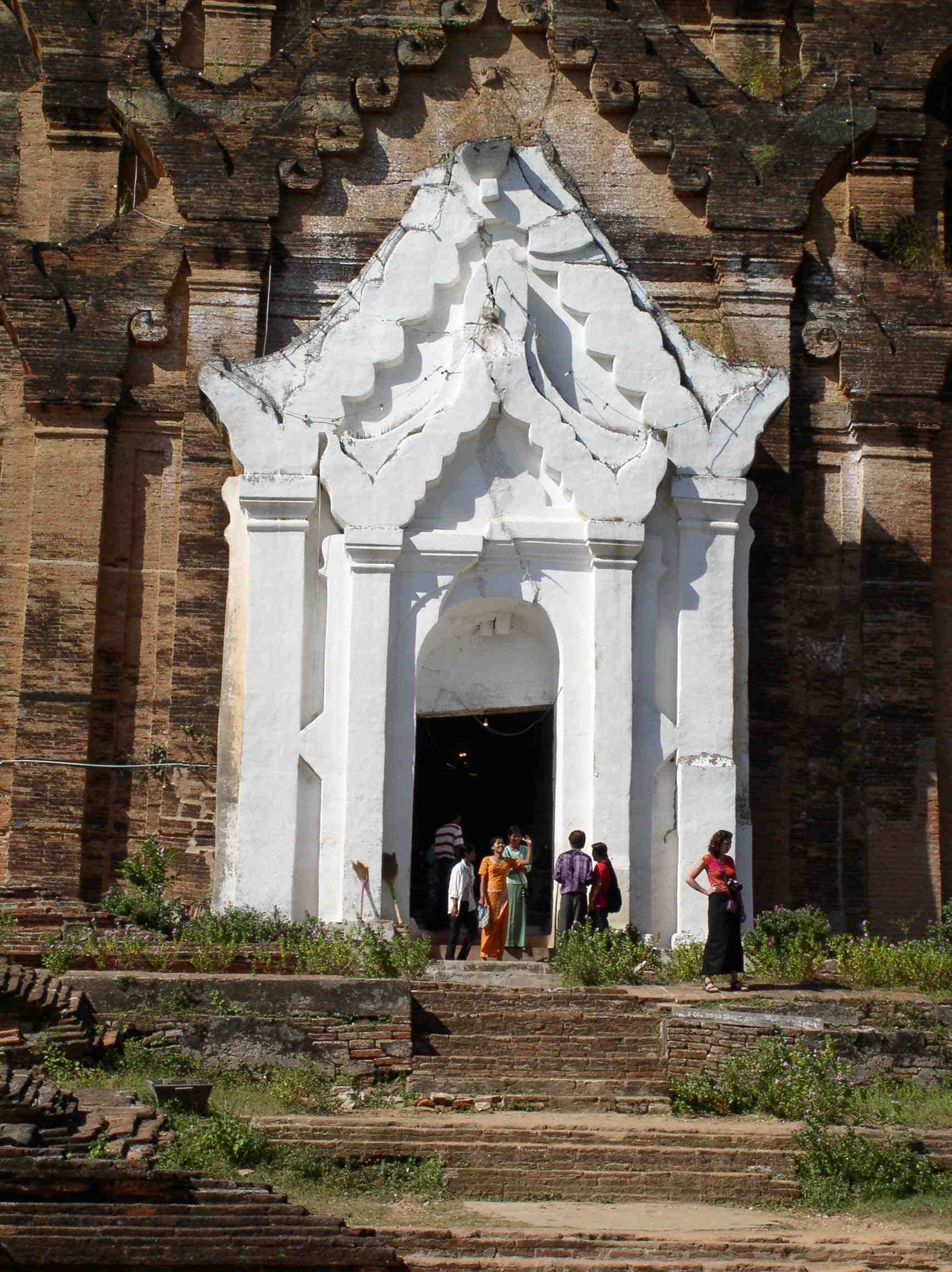
敏貢大佛塔正門。
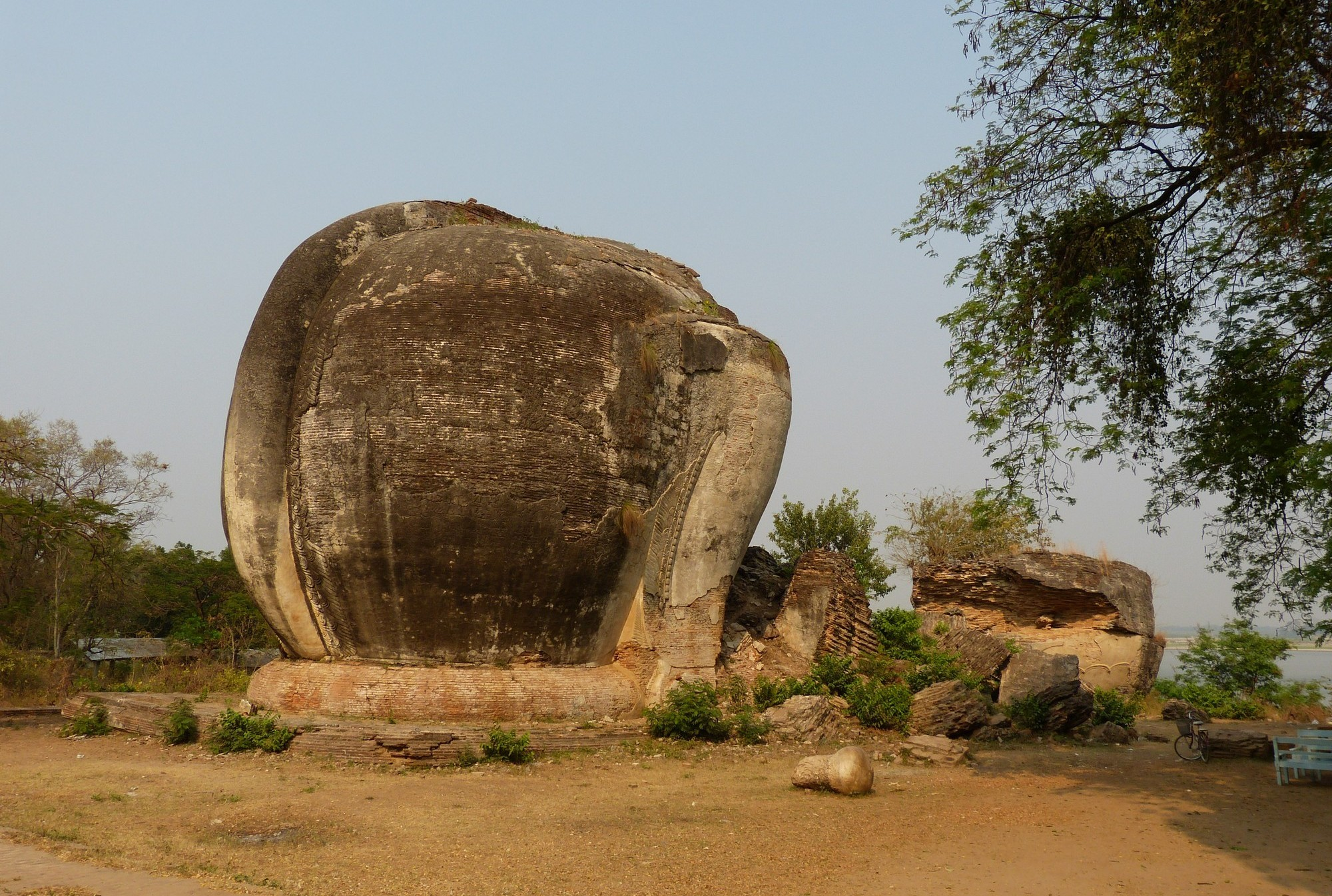
守護佛塔的巨型石獅腰部已坍塌，僅剩輪廓清晰的獅尾及獅首碎石。

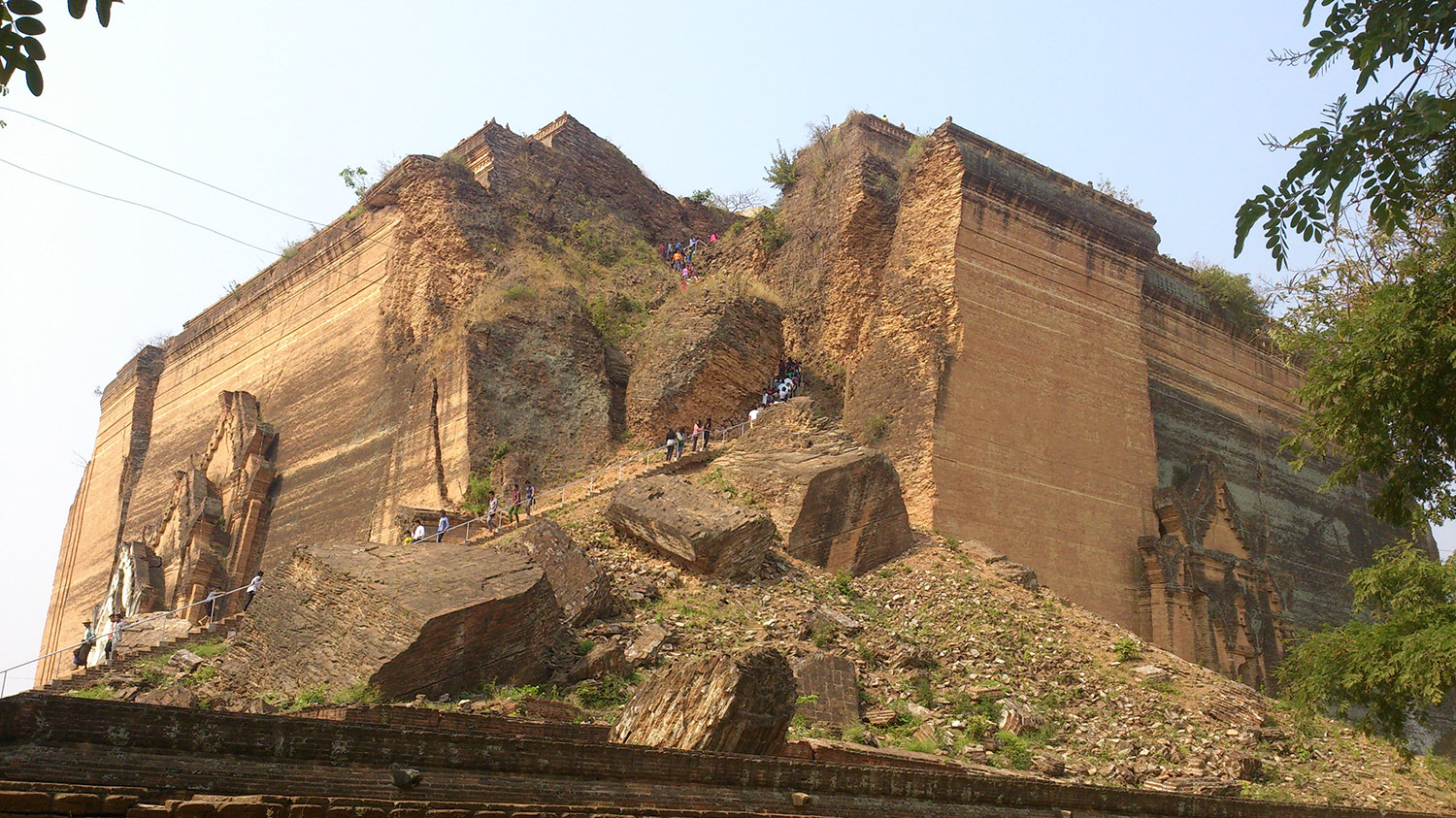
敏貢塔右側有階梯可以直抵塔頂。
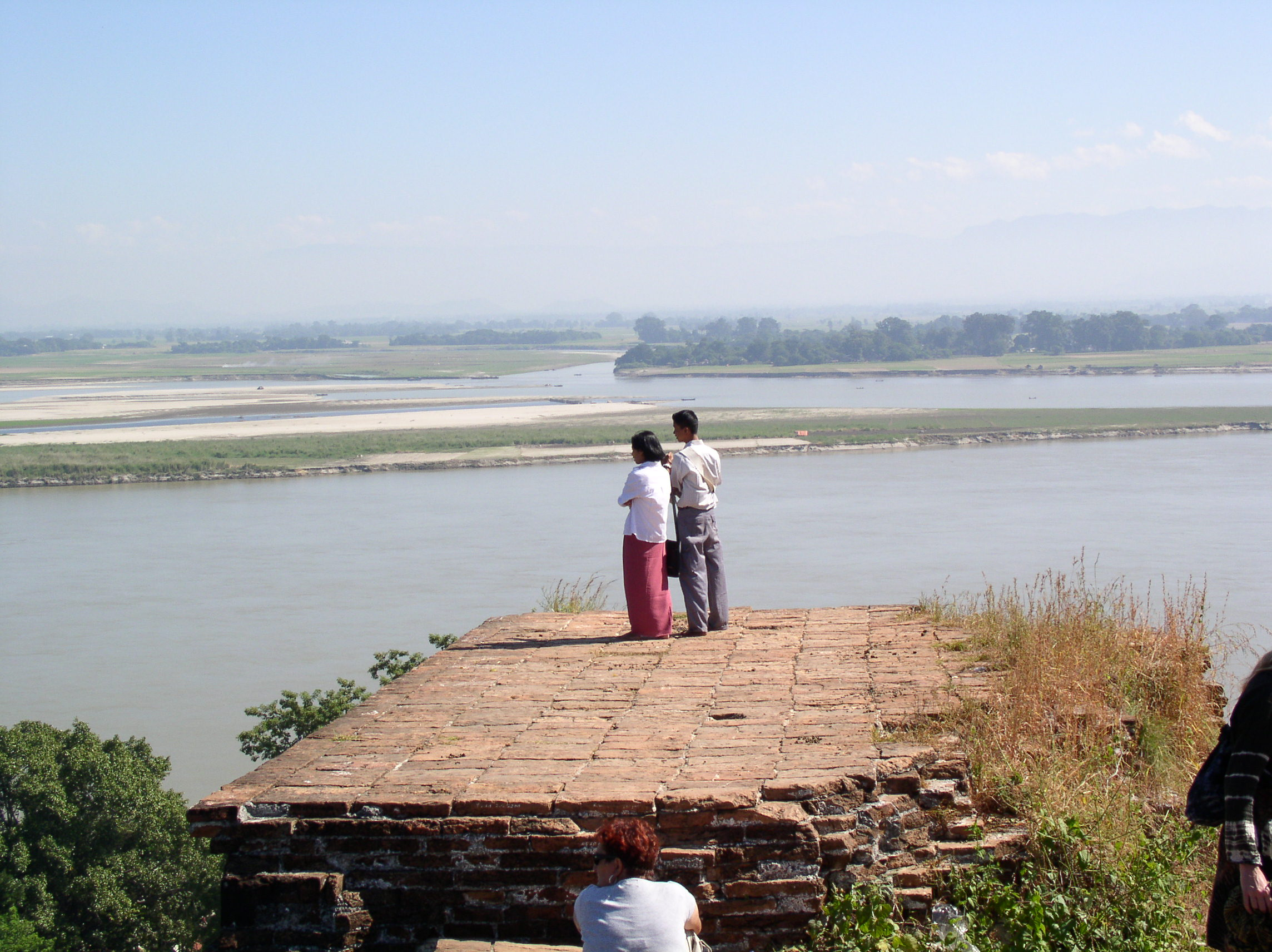
從塔頂小平臺可欣賞伊洛瓦底江的沿岸美景，2016年大地震後，現已不開放。
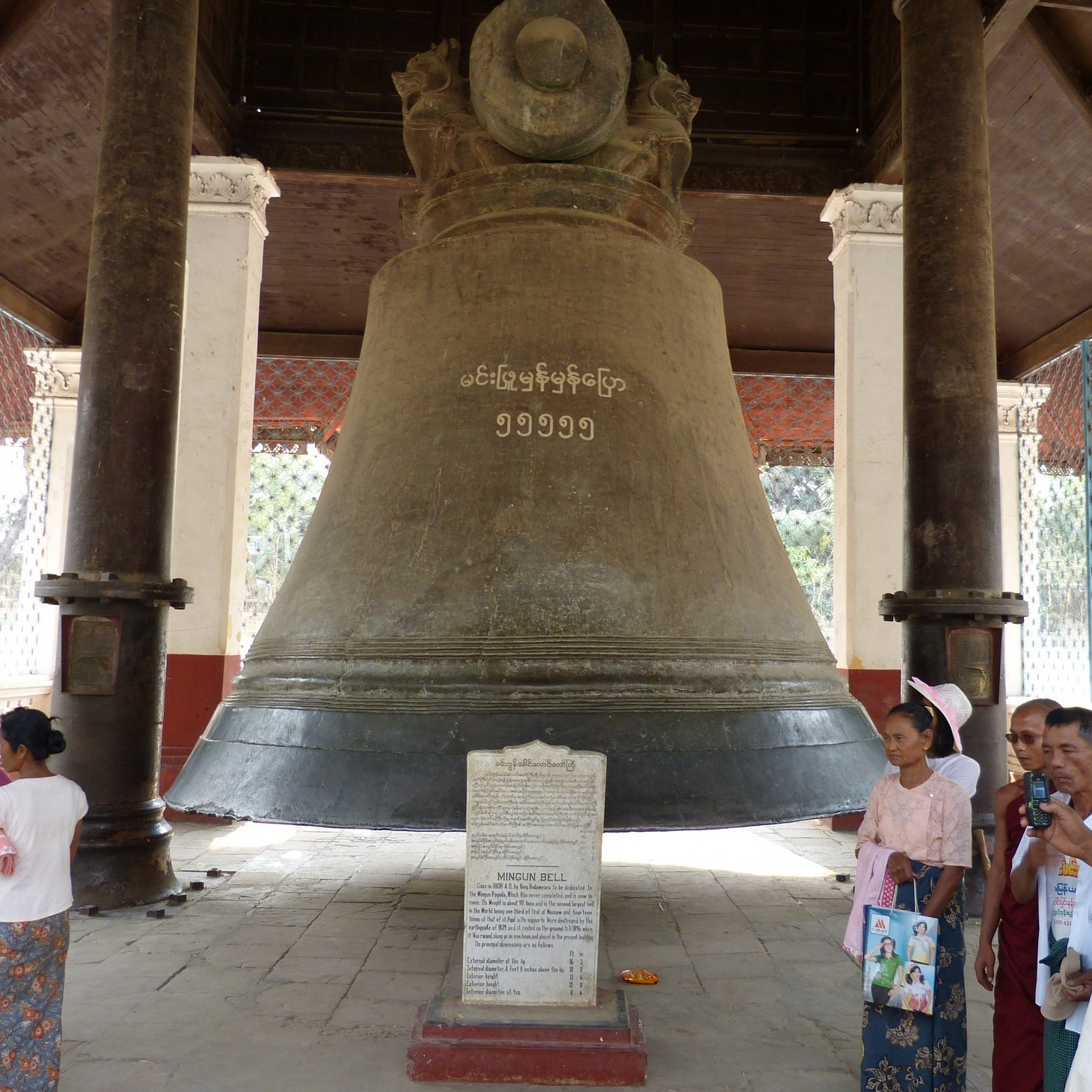
敏貢大佛塔東北方重達90頓的敏貢大鐘。
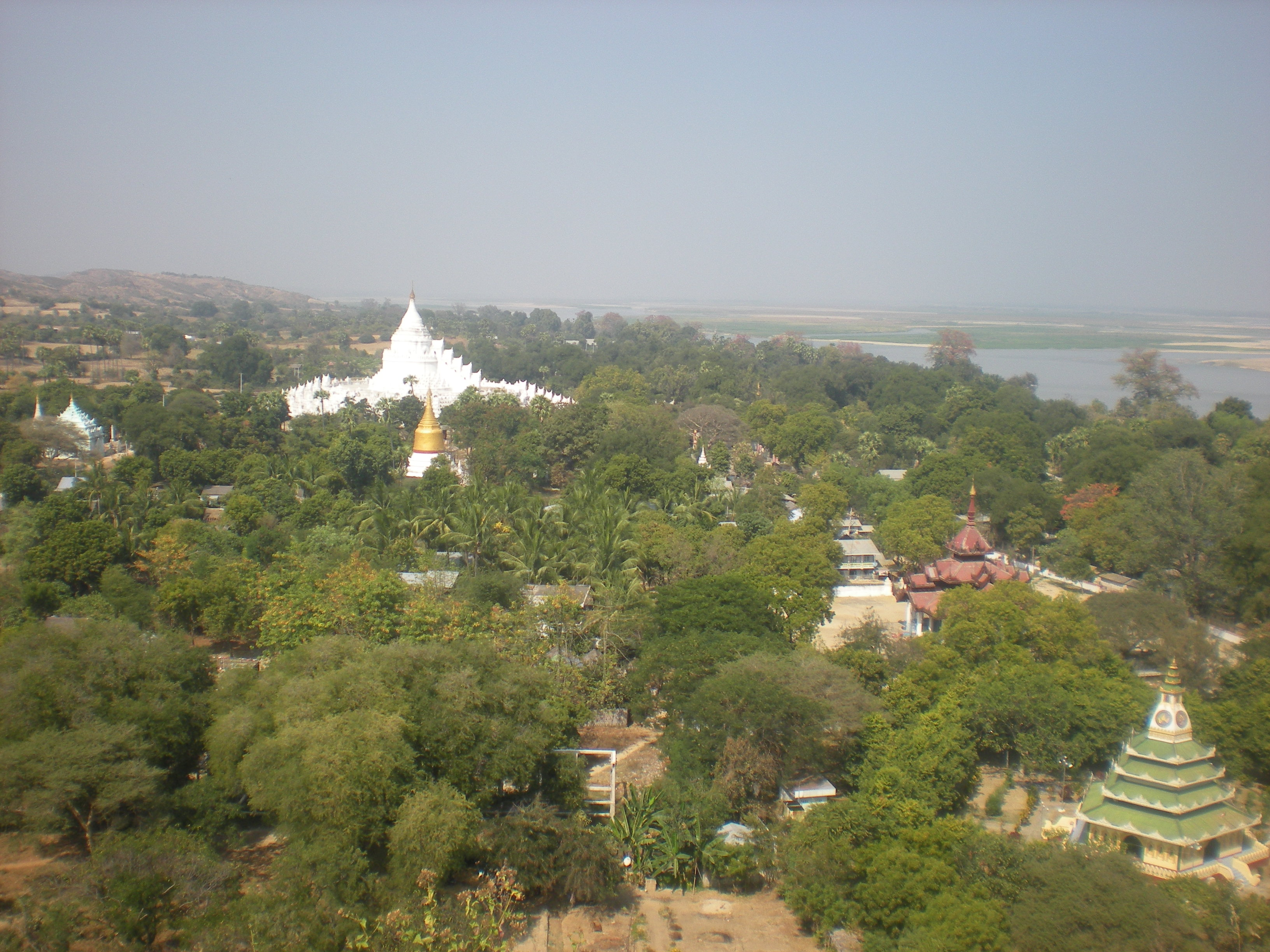
從塔頂遠眺敏貢鎮的週邊景色。
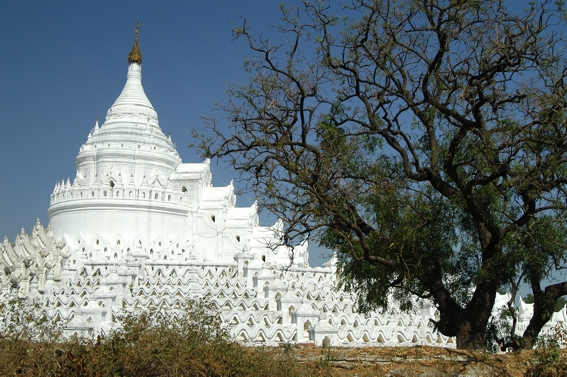
同位於敏貢鎮的欣畢梅佛塔。

## 外部連結
- Mingun Paya, Burma（页面存档备份，存于）（英文）
- 螞蜂窩自由行－敏貢佛塔（页面存档备份，存于）
- 寶華寺－緬甸敏貢佛塔[永久]不詳.[2012]
- 佛國文明發現之旅（上）：曼德勒，緬甸“千塔之城”｜這世界（页面存档备份，存于）中華佛文化網.[2017-11-03]